# Gabara subnivosella
Gabara subnivosella är en fjärilsart som beskrevs av Walker 1866. Gabara subnivosella ingår i släktet Gabara och familjen nattflyn. Inga underarter finns listade i Catalogue of Life.